# Jerko Vlahović
Jerko Vlahović (Stari Grad, Hvar, 1846. − Split, 1931.) je bio hrvatski dominikanac, pučki misionar, bogoslov i vjerski pisac.
Isticao se propovjedničkim darom. Nakon obnova pučkih misija u Hrvata 1878. poslije provincijske skupštine dominikanaca u Dubrovniku, napravili su više od tisuću pučkih misija. Kao veliki propovjednik isticao se Jerko Vlahović, a osim njega i Anđeo Marija Miškov, Dominik Domić, Lujo Matijaca, Hijacint Domić, Jacint Belić i ini.
Promicao je krunicu kao molitvu i autor je nekoliko molitvenika, po čemu su bili poznati dominikanci u Hrvata. Molitvenici su mu objavljeni u velikim nakladama. 
Napisao je:
- Ljubica. Molitvenik za mladež i za učenike. Treće izdanje, kojemu su dodate nekoje spasonosne spomene za one, koji su se prvom pričestili, i kratki katekizam o. sv. Pričesti, Ljubljana, 1905.[4]
- Kraljica mučenika. Molitvenik za bogoljube žalosne djevice sa raznim molitvama o mučenom Isusu i sa razmatranjima za pobožnost korizmenih marčnih petaka, Ljubljana, 1913.[5] (novo izdanje 1925.[6]
- Petnaest subota (ili Petnaest nedjelja) na čast petnaest otajstva presvetoga ruzarija Majke božje sa devetnicama i molbenicom Pompejskoj Djevici ruzarija, Katolička tiskara, 1918. (7. izdanje)[7] (4. izd. 1905.[8])
- Priručnik za članove Živoga Ruzarija ili Žive Krunice sa odredbama, naputcima, oprostima i kratkim razmatranjima otajstva, 1918.[9]